# Ballana volsella
Ballana volsella är en insektsart som beskrevs av Delong 1964. Ballana volsella ingår i släktet Ballana och familjen dvärgstritar. Inga underarter finns listade i Catalogue of Life.